# Kecerovský Lipovec
Kecerovský Lipovec – wieś (obec) na Słowacji położona w kraju koszyckim, w powiecie Koszyce-okolice. Pierwsze wzmianki o miejscowości pochodzą z roku 1229. 
Według danych z dnia 31 grudnia 2012, wieś zamieszkiwały 122 osoby, w tym 61 kobiet i 61 mężczyzn.
W 2001 roku pod względem narodowości i przynależności etnicznej 99,23% mieszkańców stanowili Słowacy.
Ze względu na wyznawaną religię struktura mieszkańców kształtowała się w 2001 roku następująco:
- Katolicy rzymscy – 30%
- Grekokatolicy – 1,54%
- Ewangelicy – 58,46%
- Nie podano – 0,77%